# فابيانو إيهها
فابيانو إيهها (تلفظ برتغالي: /faˈbjɐnu ˈiʁɐ/؛ مواليد 28 يوليو 1970) هو مُقاتل فنون قتالية مختلطة برازيلي مُعتزل.

## وصلات خارجية
- فابيانو إيهها على موقع يو إف سي (الإنجليزية)
- فابيانو إيهها على موقع شيردوغ (الإنجليزية)
- فابيانو إيهها على موقع IMDb (الإنجليزية)
- فابيانو إيهها على موقع قاعدة بيانات الفيلم (الإنجليزية)